# Сім'я Гаумеа

Діаграма, де показані велика піввісь і нахил орбіти для різних об'єктів зовнішньої Сонячної системи. Сімʼя Гаумеа показана зеленим, інші об'єкти поясу Койпера — блакитним, плутино й інші резонансні транснептунові об'єкти — червоним, розсіяний диск — сірим

Сім'я Гаумеа — група транснептунових об'єктів з близькими параметрами орбіти і практично однаковими спектрами, які відповідають майже чистому льоду. Обчислення показують, що ця група є транснептуновою сімʼєю малих тіл. Передбачається, що всі члени сімʼї є фрагментами одного батьківського тіла, що розпалось в результаті зіткнення з іншим великим об'єктом.

## Характеристики
Сімʼя названа на честь карликової планети Гаумеа, яка є найбільшим членом сімʼї і одним з основних фрагментів батьківського тіла. Крім неї, в сімʼю входить ще кілька досить великих об'єктів поясу Койпера, дисперсія орбітальних швидкостей яких не перевищує 150 м/с. Всі члени сімєї складаються в основному з льоду і, як наслідок, мають досить велике альбедо. Найбільші з них — з діаметрами 400—700 км — можуть бути вже не просто малими тілами, а карликовими планетами. Хоча, якщо з'ясується, що альбедо тіл сильно занижене, то і їхні розміри виявляться значно меншими, і тіла можуть позбутися можливості претендувати статус карликових планет.
Дисперсія власних орбітальних елементів між членами сімʼї відносно невеликий і складає близько 5 % для великої піввісі, приблизно 1,4° для нахилу орбіти і 0,08 для ексцентриситету.
Для членів сімʼї характерний нейтральний показник кольору з глибокими смугами поглинання в інфрачервоній області спектра на довжині 1,5 і 2,0 мкм, характерні для водяного льоду.

## Еволюція
Передбачається, що батьківський астероїд, з якого утворилася сімʼя, мав діаметр близько 1600 км, а густину — близько 2 г/см³. Ймовірно, він був схожий на такі карликові планети, як Плутон або Ерида. В результаті зіткнення Гаумеа втратила близько 20 % своєї початкової маси, в основному лід, і за рахунок цього стала щільнішою.
Нинішні параметри орбіт членів сімʼї не можуть бути пояснені одним тільки зіткненням. Щоб пояснити розподіл їх орбітальних елементів, необхідно припустити, що дисперсія швидкостей фрагментів батьківського тіла відразу після удару перевищувала 400 м/с, але тоді розкид цих фрагментів був би набагато більшим, ніж спостерігається. Ця проблема стосується тільки Гаумеа; орбіти всіх інших членів сімʼї можуть бути пояснені припущенням, що дисперсія початкових швидкостей становила всього 140 м/с. Можливо, причина в тому, що Гаумеа (і тільки вона) іноді входить в орбітальний резонанс 12:7 з Нептуном. Це призводить до збільшення ексцентриситету цієї карликової планети при кожному зближенні з Нептуном. Ймовірно, саме цей механізм призвів до збільшення ексцентриситету орбіти Гаумеа до його поточного значення, хоча спочатку він був близьким до ексцентриситетів орбіт інших членів сімʼї.
Друга гіпотеза передбачає складніший спосіб утворення сімʼї: матеріал, викинутий з батьківського тіла при первинному зіткненні, не розсіюється в навколишньому просторі, а залишається на орбіті Гаумеа і поступово злипається в більший місяць, який поступово віддаляється від карликової планети під дією припливних сил і в якийсь момент руйнується в результаті вторинного зіткнення. При цьому його фрагменти розсіюються в навколишньому просторі, утворюючи сімʼю астероїдів. Ця теорія передбачає, що дисперсія швидкостей астероїдів сімʼї не буде перевищувати 190 м/с, що вже набагато ближче до спостережуваної дисперсії швидкостей, що становить 140 м/с. Вона також дозволяє пояснити дуже маленьке значення цієї дисперсії в порівнянні з ІІ космічною швидкістю для Гаумеа (близько 900 м/с).

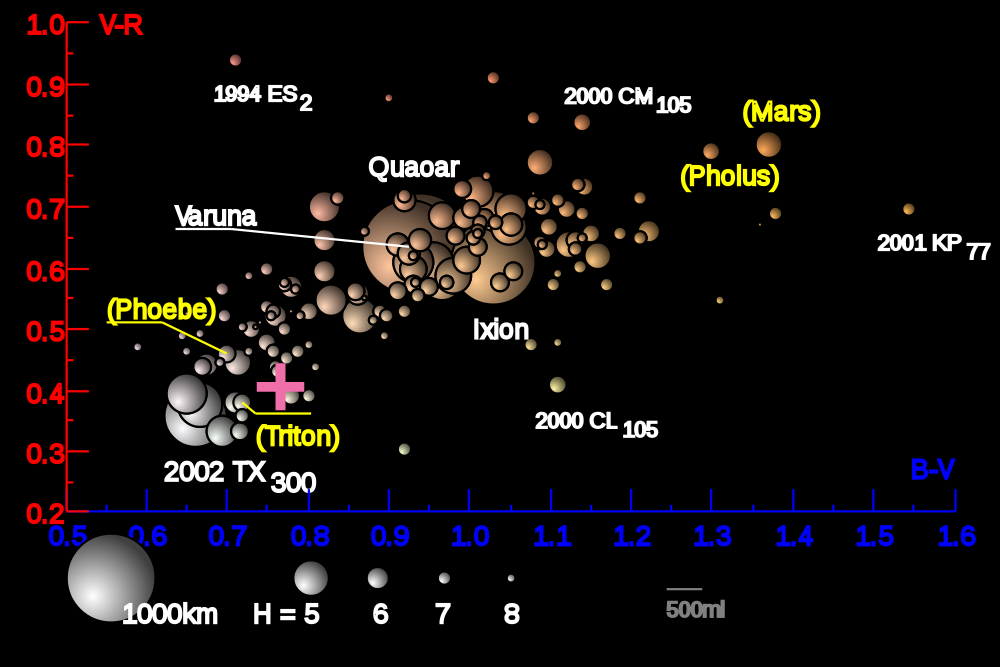
Транснептунові об'єкти на діаграмі з показниками кольору по осях. Знаком плюса («+») відзначений найчервоніший член сімʼї Гаумеа — астероїд (145453) 2005 RR43 (показники кольору: B-V = 0,77m, V-R = 0,41m). Решта представників сімʼї мають ще більш нейтральні кольори і, відповідно, знаходяться лівіше і нижче

Гаумеа може бути далеко не єдиним великим об'єктом еліптичної форми зі швидким осьовим обертанням в поясі Койпера. У 2002 році Джевітт і Шеппард запропонували, що інша карликова планета (20000) Варуна внаслідок свого швидкого обертання теж може мати подовжену сильно витягнуту форму. На ранніх етапах історії в транснептуновій області Сонячної системи знаходилося набагато більше об'єктів, ніж зараз, що створювало високу ймовірність зіткнення між ними. Але під впливом гравітаційної взаємодії з Нептуном багато з них були викинуті в більш віддалену область розсіяного диска.
На сьогоднішній день Пояс Койпера є досить малонаселеною областю, де ймовірність зіткнень між об'єктами вкрай низька і становить менше 0,1 % за час існування Сонячної системи. Але сімʼя не могла утворитися в Поясі Койпера в більш ранній час, коли його щільність була для цього ще досить висока, тому що за час з моменту свого утворення і до наших днів така щільна група була б неминуче розсіяна гравітаційним впливом Нептуна. Наявність же в поясі Койпера такої щільної астероїдної сімʼї, яка виникла якраз в результаті зіткнення, говорить про її порівняно невеликий вік і може означати, що сімʼя виникла в області розсіяного диска, де ймовірність таких зіткнень залишається ще досить високою, і лише потім перемістилося в Пояс Койпера.
Результати математичного моделювання показують, що ймовірність появи одної такої астероїдної сімʼї в Сонячній системі за час її існування становить близько 50 %, так що цілком можливо, що сімʼя Гаумеа є єдиною у своєму роді транснептуновою сімʼєю. За розрахунками, вона могла досягти сьогоднішнього ступеня розсіяння не менше ніж за мільярд років. Отже, це досить стара сімʼя, вік якої можна порівняти з віком Сонячної системи. Але це погано узгоджується з високою яскравістю цих об'єктів, яка вказує на невеликий (не більше 100 млн років) вік їх поверхні. Це досить дивно, адже протягом мільярдів років під дією сонячного випромінювання лід повинен був частково набути червоного відтінку й потемніти. Високе альбедо свідчить або про молодість цих об'єктів, або, що більш імовірно, про недавнє оновлення льоду на їх поверхні. Можливо, це відбувається в результаті зіткнень з дрібнішими об'єктами.
Більш детальні дослідження у видимому і ближньому інфрачервоному спектрі підтверджують цю версію. За цими даними, поверхня Гаумеа складається в рівній пропорції з аморфного і кристалічного льоду, а також найпростіших органічних сполук (не більше 8 %). Така велика кількість аморфного льоду підтверджує, що зіткнення сталося понад 100 млн років тому. Це добре узгоджується з результатами динамічних досліджень і робить неспроможною версію про молодість астероїдів даної сімʼї. А відсутність слідів метану й аміаку або їх з'єднань дозволяє виключити можливість наявності кріовулканізму на поверхні.